# Kazimierz Wiśniak
Kazimierz Leszek Wiśniak (ur. 11 grudnia 1931 w Łodzi) – polski scenograf, kostiumolog, malarz, rysownik, grafik.
Studiował w krakowskiej Akademii Sztuk Pięknych na wydziałach architektury wnętrz i scenografii. Był tam m.in. uczniem profesorów Karola Frycza i Andrzeja Stopki. Dyplom z wyróżnieniem uzyskał w 1959 roku. Jeszcze w 1956 roku zadebiutował jako rysownik, współpracując z tygodnikiem „Przekrój”. Jeden z założycieli kabaretu Piwnica pod Baranami, jego dziełem jest wielki fresk na ścianie Piwnicy. Współzałożyciel Muzeum Zabawek w Karpaczu.
Od 1963 roku twórca związany jest przede wszystkim z Krakowem i Wrocławiem, gdzie współtworzył wiele inscenizacji Henryka Tomaszewskiego we wrocławskim Teatrze Pantomimy. W latach 1963–1971 był scenografem Teatru im. Słowackiego. Od 1972 roku, przez dziesięć lat, pracował w Starym Teatrze. W sezonie 1981-1982 był kierownikiem artystycznym Teatru Bagatela. Następnie, w latach 1982-1986, pełnił funkcję dyrektora naczelnego i artystycznego tej krakowskiej sceny.

## Odznaczenia
- 1975 - Nagroda Miasta Krakowa,
- 1978 - Złota Odznaka "Zasłużony dla Województwa Wrocławskiego i Miasta Wrocławia";
- 1979 - Złoty Krzyż Zasługi;
- 1980 - Złota Odznaka ZPAP;
- 2008 - Srebrny Medal Zasłużony Kulturze Gloria Artis;
- 2021 - Złoty Medal Zasłużony Kulturze Gloria Artis[4]